# Прощание (картина)
«Прощание» — картина советского живописца, Героя Социалистического Труда, народного художника СССР Андрея Андреевича Мыльникова (1919—2012), в которой тридцать лет спустя после создания известной композиции «Клятва балтийцев» автор вновь обратился к осмыслению средствами живописи драмы Великой Отечественной войны. 
Государственная премия СССР за 1977 год.

## История
На картине передана сцена прощания матери с сыном. Созданный Мыльниковым образ заставляет и спустя десятилетия остро почувствовать, какой безжалостной силой прошлась война по каждой семье, какой ценой досталась Победа. Невозможно забыть лицо матери, провожающей сына. Глубина её образа соотнесена с глубиной её чувства в наполненном жестокостью мире. Облик матери дан на такой драматической ноте, что он перерастает сюжетные рамки и начинает олицетворять для зрителя боль и подвиг всех матерей, расстающихся со своими детьми. Сайт Русского музея приводит слова о картине известного ленинградского поэта и фронтовика М. А. Дудина, который писал о «Прощании» Мыльникова: «Перед этой картиной можно плакать о величии подвига, воссиявшего над бездонной пропастью материнского горя. Эта картина — песня мужеству и благородству, вздох удивления, слеза восторга и скорбь памяти одновременно».
Впервые картина «Прощание» экспонировалась в 1975 году в Москве на V-й Республиканской художественной выставке «Советская Россия». В 1977 году за картину «Прощание» Мыльников был удостоен Государственной премии СССР. Работа в последующем неоднократно экспонировалась на крупнейших художественных выставках и воспроизводилась в печати, войдя в золотой фонд советского изобразительного искусства. Находится в собрании Государственного Русского музея.